# Jorge Eliécer Gaitán
Jorge Eliecer Gaitán (23 de janeiro de 1898 - 9 de abril de 1948) político e advogado colombiano, prefeito, ministro e candidato popular do Partido Liberal Colombiano à Presidência da República para o período 1950-1954, com altas probabilidades de ser eleito nas eleições de 1949 devido a seu grande apoio popular, em particular da classe média e baixa. Seu assassinato em Bogotá provocou enormes protestos como El Bogotazo, e posteriormente, a La Violencia se entendeu em boa parte do país.

## Vida e obra
Seu lugar de origem é controverso. Há quem diz que nasceu em Bogotá, no bairro "Las cruces" em 1898, apesar de normalmente, o município de Manta (Cudinamarca) se sinalizar seu verdadeiro lugar de origem.
Em 1920, começou seus estudos na Faculdade de Direito e Ciências Políticas da Universidade Nacional da Colômbia da qual obteve o seu título de advogado em 1924 com a tese: "As ideias socialistas na Colômbia". Dois anos depois, com apoio familiar se dirigiu a Itália e ingressou à Real Universidade de Roma, onde obteve o título de doutor em jurisprudência nos anos 1926-28 com a tese: "o critério positivo da premeditação" que lhe significou a menção acadêmica magna cum laude.
Depois de regressar à Colômbia em 1928, foi eleito representante da Câmara, desde onde denunciou o Massacre das Bananeiras. Em 1931, eleito presidente da Câmara dos Representantes, exerceu também como docente da cátedra de Direito Penal nas Universidade Nacional e Libre, sendo nomeado reitor desta última.
Sua postura contra o monopólio da terra, lhe garantiu um amplo apoio do campesinato. Em 1933 fundou a Unión Nacional Izquierdista Revolucionaria (UNIR) e seu órgão jornalístico El Unirismo, que pouco tempo depois dissolveu para se filiar ao Partido Liberal planejou a necessidade de uma reforma agrária.
Prefeito de Bogotá em 1936 realizou importantes reformas sociais; promoveu a municipalização dos serviços públicos, tratou de estabelecer os restaurantes escolares; ademais disto, teve um grave conflito com os condutores de taxis por tratar de uniforma-los.
Em 1940, foi nomeado ministro da Educação, realizando uma ambiciosa campanha de alfabetização; implantou o sapato escolar gratuito, os restaurantes escolares, o cine educativo ambulante e a extensão cultural massiva.
Nos anos seguintes, Gaitán continuou sua intensa vida pública como jurista, político e caudilho. Sua ação política se dirigiu contra os interesses das oligarquias e pela restauração moral da república.

## Carreira pela presidência
Em junho de 1945, apresentou a consideração da Convenção Liberal sua candidatura à Presidência da República, porém foi rechaçada pelos líderes do partido que favoreceram a Gabriel Turbay. Porém, o setor de esquerda do partido rechaçou a candidatura de Turbay e proclama a de Gaitan. Esta divisão do Partido Liberal favoreceu o triunfo do candidato Conservador Mariano Ospina Pérez. Assim, o Partido Conservador recuperava o governo depois de 16 anos de governo Liberal.
Gaitán ressurgiu com novos ímpetos nas votações de 16 de março de 1947 para o Congresso, onde obteve uma maioria indiscutível no Senado (73 senadores Liberais e 58 Conservadores) e na Câmara (34 representantes Liberais e 29 Conservadores). Em 24 de outubro, Gaitán foi proclamado chefe único do Partido Liberal.
Em 1948 recebeu o título de doctor honoris causa em Ciências Políticas e Sociais da Universidade Libre. Durante o mesmo ano, obteve um ressonante triunfo em sua carreira de advogado, ao conseguir a absolvição de um militar acusado da morte de um jornalista.

## Assassinato
O trágico assassinato de Gaitán, ocorrido em 9 de abril de 1948, provocou uma enorme reação popular, a maior que se tem visto na história da Colômbia, que destruiu o centro de Bogotá, conhecido como El Bogotazo.
O provável assassino de Gaitán, conhecido como Juan Roa Sierra, foi golpeado, arrastado e crucificado frente ao palácio presidencial. A partir desse momento a multidão foi crescendo em questão de minutos até levantar-se uma imensa massa humana cujo único objetivo inicial era linchar o então presidente, o Conservador Mariano Ospina Pérez. A medida que avançava a multidão foi recolhendo qualquer ferramenta que lhe servira de arma, assaltando nos armazéns, e recolhendo armas das estações de polícia cujos oficiais não só não dispararam à multidão como colaboravam com a mesma em abastecê-los com armas.
A defesa do palácio e da guarda presidencial e os franco-atiradores localizados nas partes mais altas impediram que a multidão entrasse no palácio onde falava o presidente que acabava de chegar. Os tanques haviam demorado e o povo havia conseguido entrar ao palácio já que estava terminando a munição. A multidão dava passagem aos cinco tanques pois acreditavam que estavam apoiando sua causa e muito provavelmente assim foi, até o momento em que foi morto o coronel que os comandava pouco antes de chegar ao palácio. Uma vez na praça, os tanques giraram e dispararam à multidão frustrando seu plano. A multidão reagiu destruindo qualquer objeto ou pessoa que simbolizava o que era considerável culpável pelo assassinato de seu "Chefe": partidários do partido Conservador, a igreja, a oligarquia, etc.
O povo seguiu saindo à ruas em sinal de protesto e a anarquia e a violência se adonaram da capital. A revolta se estendeu a outras cidades do país, o que foi conhecido como a Época da Violência na Colombia e o que muitos historiadores resumem como El Bogotazo.

## Legado

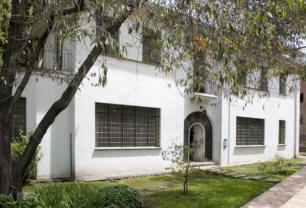
Casa Museo Jorge Eliécer Gaitán.

O povo não foi capaz de fazer um funeral adequado para Gaitan devido à situação caótica que se encontrava Bogotá, por isso ele foi enterrado por seus parentes em sua própria casa, agora conhecida como Casa Museu Jorge Eliécer Gaitán, na qual seus restos mortais permanecem ainda hoje. Posteriormente, a violência entre os partidários dos dois partidos se espalharia para outras regiões durante o período conhecido como La Violencia.
Gaitan é hoje um nome que continua presente no inconsciente dos colombianos. Isto pode ser visto na série sem que estes estátuas e monumentos ao longo da população colombiana. Até mesmo, um município "Puerto Gaitan" é chamada é sua honra. Suas frases e imagens são ainda utilizados, geralmente com os expoentes da esquerda revolucionária e com visões de que a revolução distante e pouco provável e, provavelmente, na Colômbia. A imagem mais usada hoje em dia, é a Gaitan com um punho talvez na altura exclamou que seus seguidores "O fardo!" (Mostrado acima). Na frente da casa museu Jorge Eliecer Gaitan é uma placa onde se pode ler o que isso significava uma revolução para a política colombiana. Visão que certamente deu esperança e de encorajamento aos seus seguidores:
| “ | Oídme bem: Revolution não significa demagogia e desordem, mas método, peso, equilíbrio e de progresso. A nossa heróica massas sempre ter começado a março a vitória e nada e ninguém será capaz de interrompê-la. A partir da base de agregados familiares que yearn para uma educação científica e frutuosa que até agora tem faltado desde o colégio, onde cada estudante aspira a mudar a velha rotina sistemas de raiz, desde o caminho onde a agricultura camponesa-o ao redor pátria e exigente nada a partir da oficina e da casa onde homens e mulheres procuram novas leis que a libertação da escravidão nas instituições que o colocou conservador, até a organização das finanças da carreira e de carreira judicial, alegando a todos gritos, neste país, porque leva a cabo uma profunda revolução, uma transformação Rotunda. | ” |

## Frases Celebres
- "Pela restauração moral da república, povo: à carga."
- "O povo é superior a seus dirigentes."
- "Há que procurar que os ricos sejam menos ricos e os pobres sejam menos pobres."
- "Esta avalanche humana: livra uma batalha, livrará uma batalha e vencerá à oligarquia liberal e amassará à oligarquia conservadora."
- "Nenhuma mão do povo se levanta contra e a oligarquia não me mata, pois sabe que se o faz, o país se arruína e as águas demorarão cinquenta anos em regressar a seu nível normal."
- "Eu não sou um homem, sou um povo."
- "A democracia e a política tem que ser levadas da mão, o povo é parte e assim que se tem que fazer valer."
- A frase mais conhecida: "O povo unido jamais será vencido."